# فریدون ولایی
فریدون ولایی(متولد ۱۳۵۱ مراغه)، نمایشنامه‌نویس و کارگردان تئاتر است.

## زندگی‌نامه
فريدون ولايي در ششم تيرماه 1351 ش در خانواده‌ يي ساده زيست در شهرستان مراغه به دنيا آمد . دوران تحصيلاتِ خود را در رشته‌ي علوم انساني به پايان بُرد . امّا از آنجا كه عاشق هنر ـ به ويژه تئاتر- بود، ادامه‌ي تحصيلات را نزدِ خود ادامه داد . آشنايي وي با دوستداران و بزرگان اين هنر ، باعث شد كه با عزمي راسخ در اين وادي گام برداشته و از سال 1368 وارد انجمن نمایش شهرستان مراغه گردد. پس از چندی فعالیت دیگر باره از راه ادامه‌ی تحصیلات بر دانش خود افزود و در رشته‌ی کارگردانی نمایش مقطع کارشناسی و رشته‌ی ادبیات نمایشی مقطع کارشناسی ارشد از دانشکده هنر و معماری دانشگاه واحد تهران مرکز فارغ‌التحصیل گرديد.
وي، نویسنده و كارگردان تئاتر ایرانی است كه از سال 1368 فعالیت تئاتری خود را در انجمن هنرهای نمایشی با نمایشنامه‌نویسی آغاز كرده و پس از آن در كنار نویسندگی به كارگردانی تئاتر نیز روی آورده است. وی نویسندگی بیش از 30 نمایشنامه‌ی اجرا شده در شهرهای مختلف كشور و نیز كارگردانی بیش از 20 نمایش را در كارنامه‌ی كاری خود دارد. نویسندگی و كارگردانی نمایش‌های اجرا شده در هشت دوره‌ی سوگواره‌ی خورشید، حضور در بیش از 15دوره جشنواره‌ی تئاتر استانی، 7 دوره جشنواره‌ی منطقه‌یی، 7 دوره جشنواره‌ی سراسری و سه دوره جشنواره بین المللی تئاتر فجر، سفر به سه کشور اروپای شرقی جهت اجرای نمایش و دریافت بیش از 50 جایزه‌ی معتبر از جشنواره‌ی متنوع تئاتری از جمله فعالیت‌های شاخص وی محسوب می‌شود.

## آثار
حاصلِ تلاشِ چندين ساله‌ي فریدون لایی ، خلق آثاري چند در حیطه‌ی نمايش بوده كه اكثرِ آنها در جشنواره‌هاي معتبر محلّي ، استاني ، برون استاني و ملّي و بین المللی صاحب حرف و رتبه بوده‌اند . ايشان نويسندگي و كارگردانيِ بيش از سي نمايش را به عهده داشته‌اند كه به پاره‌يي از آن‌ها همراه با ديگر فعاليت‌هاي هنري كه از آن جمله است؛ تحقيق و پژوهش در زمينه‌ي ‌تئاتر، فیلمنامه‌نویسی و فیلمسازی و گرافيك رايانه‌يي، اشاره مي‌شود:
الف ) نمايش :
1-       نگارش نمايشنامه‌ي «پي آواز حقيقت» به كارگرداني كريم شجاعي، مراغه، تالار صوفي، 1372. 
2-       نگارش نمايشنامه‌ي «نارخو» به كارگرداني محمدحسين اميني، تبريز، تالار مدني، 1372.
3-    نگارش نمایشنامه«سرود عروسكی كه در باد می‌رقصد» به كارگردانی«محمدحسین امینی»؛ تبریز، تالار شهید مدنی؛ 1373.
4-       نگارش نمایشنامه«غزل آخرين انزوا» به كارگردانی«جلال قصاب‌دادی»؛ تبریز، تالار شهید مدنی؛ 1374.
5-       نگارش نمایشنامه«فهم فراموشی» به كارگردانی«كریم شجاعی»؛ تبریز، تالار شهید مدنی؛ 1374.
6-    نگارش، كارگردانی و طراحی صحنه در نمایش«یه سينه‌ريز، یه ستاره، یه سلام»؛ مراغه، تالار صوفی؛ تبريز، تالار معلم، ياسوج، 1376.
7-       نگارش، كارگرداني و طراحي صحنه‌ي نمايش «پرپريشان و خونين« ، بناب، تالار معلم، 1376 .
8-       نگارش نمایشنامه‌نویس«ققنوس سربی» به كارگردانی«هادی افتخارزاده»؛ مراغه، تالار صوفی؛ 1377.
9-       كارگردانی نمایش«اژدهاك»نوشته‌ی «بهرام بیضایی»؛ مراغه، تالار صوفی؛ 1377.
10-   نگارش، كارگردانی و طراحی صحنه در نمایش«معركه‌ی آوا»؛ مراغه، تالار صوفی؛ تبريز، تالار شهيد مدني، 1377.
11-    نگارش، كارگردانی و طراحی صحنه در نمایش«آوازهای پریشان»؛ مراغه، تالار صوفی؛ 1378.
12-   نگارش، كارگرداني و طراحي‌صحنه‌ي نمايش «باران باير» ، مراغه، تالار صوفي، تبريز، تالار مدني و تالار حوزه‌ي هنري، 1378. 
13-    نگارش، كارگرداني و طراحي‌صحنه‌ي نمايش «سبونامه‌ي رويايي روشن» ، تهران، سالن شماره‌ي2 تئاتر شهر، 1379.
14-   نگارش نمايشنامه‌ي «آب تني ماهي يك عمر طول مي كشد» به كارگرداني بهنام صدقيان، مراغه، تالار صوفي، 1379.
15-   نگارش، كارگردانی و طراحی صحنه در نمایش«یادداشتی ساده از واپسین خنده‌های بانو هما»؛ مراغه، تالار صوفی؛  تبريز، تالار شهيد مدني، 1379.
16-     نگارش و كارگردانی نمایش«تبارآتش»؛ تبريز، تالار اقبال آذر، اراك، تالار آينه، مراغه، تالار صوفی؛ 1380و1381.
17-   نگارش، كارگرداني و طراحي‌صحنه‌ي نمايش «ترانه‌هاي تلخ تارا» ، تبريز، تالار حوزه‌ي هنري،مراغه، تالار صوفي،1380.
18-   نگارش، كارگردانی و طراحی صحنه‌ي نمایش«كشته‌ی مهر»؛ تبریز، تالار اقبال آذر؛ مراغه تالار صوفي، يزد خانه‌ي تئاتر، 1381 و 1382.
19-   نگارش نمایشنامه‌ي«پايكوبي»؛ به كارگرداني بهزاد سياه، تبریز، تالار دانشگاه تبريز؛  1381 .
20-   نگارش، كارگردانی و طراحی صحنه‌ي نمایش«مرگ رنگ»؛ مراغه تالار صوفي، 1381. 
21-   نگارش نمایشنامه‌ي«روز سرخ»؛ به كارگرداني هادي افتخارزاده، تبریز، تالار قبه‌زرين؛  1382.
22-   نگارش نمایشنامه‌ي«دست‌افشاني»؛ به كارگرداني جواد قامتي، تبریز، تالار قبه‌زرين؛ 1382.
23-   نگارش نمایش‌نامه‌ي«گزارش تن»؛ به كارگرداني علي پيروزنيا، اروميه، تالار مجتمع فرهنگي هنري؛ 1382.
24-   نگارش نمایش‌نامه‌ي «ققنوس سربي» به كارگرداني قاسم لطفي‌خواجه‌پاشا، كرج، تالار حوزه‌ي هنري،1382.
25-   نگارش، طراحي صحنه و كارگرداني نمايش «پخش زنده» تبريز، تالار دكتر مبين، 1382.
26-    نگارش،كارگردانی و طراحی صحنه در نمایش«مه را ببر»؛ تبریز، تالار اقبال آذر؛ 1382.
27-   نگارش، طراحي صحنه و كارگرداني نمایش‌نامه‌ي «ويروس»، تهران، تالار سنگلج، 1383.
28-  نگارش نمایش‌نامه‌ي «بايسيكلران» به كارگرداني محسن عبدلي، تبريز، مجتمع فرهنگي هنري، مريوان، جشنواره‌ي خياباني، تهران، جشنواره‌ي فجر، 1383.
29-   نگارش، طراحي صحنه و كارگرداني نمايش «خورشيد شام»، مراغه، تالار صوفي، 1383.
30-   نگارش، طراحي صحنه و كارگرداني نمايش «قافله‌ي اشك»، مراغه، تالار صوفي، 1384.
31-   نگارش، طراحي صحنه و كارگرداني نمايش «از آل اشك»، مراغه، تالار صوفي، 1386.
32-   نگارش، طراحي صحنه و كارگرداني نمايش «تا بديدم روي تو»، مراغه، تالار صوفي، 1387.
33-    حضور در چهارمين دوره‌ي چهارفصل تئاتر ايران با نمايشنامه‌ي «با مسيح مي‌گريم»، تهران، 1387.
34-   نگارش، طراحي صحنه و كارگرداني نمايش «دختران سفيد»، تبريز، خانه‌ي تئاتر، مراغه، تالار صوفي، 1387و1388
35-    نگارش، طراحي صحنه و كارگرداني نمايش «با مسيح مي‌گريم»، مراغه، تالار صوفي، 1388
36-   كارگرداني و طراحي صحنه‌ي نمايش «آناليز» نوشته‌ي عدالت فرزانه، زنجان، مجتمع فرهنگي و هنري امام(ره)، 1388
37-    حضور در پنجمين دوره‌ي چهارفصل تئاتر ايران با نمايشنامه‌ي «آوازي نرم براي جهان»، تهران، 1388.
38-    حضور در هفتمين دوره‌ي چهارفصل تئاتر ايران با نمايشنامه‌ي «كوراوغلو»، تهران، 1389.
39-   حضور در هشتمين دوره‌ي چهارفصل تئاتر ايران با نمايشنامه‌ي «نغمه‌هاي فسونگر يك گوينده‌ي چالاك»، تهران، 1389.
40-   حضور در نهمين دوره‌ي چهارفصل تئاتر ايران با نمايشنامه‌ي «هروقت عطسه مي‌كني، جلوي دهنتو بگير»، تهران، 1389.
41-  نگارش، طراحي صحنه و كارگرداني نمايش «پايكوبي در بلندي»، مراغه، تالار صوفي، 1389. (حضور در نخستین جشنواره‌ی سراسری تئاتر صاحبدلان)
42-    نگارش،‌ طراحي صحنه و كارگرداني نمايش «همنوا با نواي ني»، مراغه، تالار صوفي، 1389.
43-     نگارش و كارگرداني نمايش «شبیه خورشید به وقت نیزه»، مراغه، تالار صوفي، 1390.
44- نگارش، طراحي صحنه و كارگرداني نمايش «آوازي نرم براي جهان»، مراغه، تالار صوفي، زنجان، مجتع فرهنگی و هنری امام خمینی(ره)، تهران، تئاتر مولوی،1390. (حضور در سی‌امین جشنواره‌ی بین‌المللی تئاتر فجر)
45- نگارش، طراحی صحنه و کارگردانی نمایش «گزارش به بالا»، تبریز، سالن استاد مقبلی مجتمع فرهنگی و هنری تبریز، مراغه، تالار صوفی، 1391. (حضور در جشنواره‌ی استانی و منطقه‌ای تئاتر سوره ماه)
46- نگارش، طراحی صحنه و کارگردانی نمایش «سایه‌ها و باد»، تهران، تالار سایه‌ی مجموعه‌ی تئاتر شهر، 1391. (حضوردر سی‌ویکمین جشنواره‌ی بین‌المللی تئاتر فجر)
47- نگارش، طراحی صحنه و کارگردانی نمایش «گزارش به بالا»، تهران، کارگاه نمایش مجموعه‌ی تئاترشهر، 1392. (حضور در سومین جشنواره‌ی سراسری تئاتر صاحبدلان)
48- نگارش، طراحي صحنه و كارگرداني نمايش «دایره»، تبریز، سالن استاد صادقی تئاتر شهر تبریز، 1393. (حضور در بیست و ششمین جشنواره‌ی تئاتر استان آذربایجانشرقی)
49- نگارش نمايشنامه‌ی «ترانه‌های تلخ تارا»، به کارگردانی علی فتوحی، تبریز، سالن استاد صادقی تئاترشهر تبریز، 1393. (حضور در بیست و ششمین جشنواره‌ی تئاتر استان آذربایجانشرقی و اجرای عمومی در تیرماه 1393 در سالن استاد صادقی تئاترشهر تبریز)
50-  نگارش نمايشنامه‌ی «ماسک»، به کارگردانی سعید علمی، تبریز، سالن استاد صادقی تئاترشهر تبریز، 1393. (حضور در بیست و ششمین جشنواره‌ی تئاتر استان آذربایجانشرقی)
51-  نگارش، طراحي صحنه و كارگرداني نمايش «توتم»، اردبيل، سالن بيضاء اردبيل، 1393. (حضور در بیست و سومين جشنواره‌ي منطقه‌اي ماه)
52- نگارش نمايشنامه‌ی «ترانه‌های تلخ تارا»، به کارگردانی علی فتوحی، بندرعباس، 1393. (حضور در جشنواره‌ی تئاتر منطقه‌ای فجر)
53- نگارش نمايشنامه‌ی «ترانه‌های تلخ تارا»، به کارگردانی علی فتوحی، تهران، 1393. (حضور در جشنواره‌ی بین‌المللی تئاتر فجر)
54- نگارش، طراحی صحنه و کارگردانی نمایش «سایه‌ها و باد»، مینسک ـ بلاروس، تالار BSU، (2015) 1394. (حضوردر دوازدهمین جشنواره‌ی بین‌المللی تئاتر کوفار بلاروس)
55- نگارش، طراحی صحنه و کارگردانی نمایش «سایه‌ها و باد»، تبریز، سالن استاد صادقی تئاتر شهر تبریز، 1394. (حضوردر بخش فجر استانی سی‌وچهارمین جشنواره‌ی بین‌المللی تئاتر فجر)
56- نگارش، طراحی صحنه و کارگردانی نمایش «سایه‌ها و باد»، ترابزون ـ بلاروس، تالار Haluk، (2016) 1394. (حضوردر هفدهمین جشنواره‌ی بین‌المللی تئاتر کارادنیز ترکیه)
57- نگارش و کارگردانی نمایش «سایه‌ها و باد»، تبریز، سالن اصلی تئاترشهر تبریز، 1395. (اجرای عمومی)
58- نگارش و کارگردانی نمایش «سایه‌ها و باد»، مراغه، تالار صوفی مراغه، 1395. (اجرای عمومی)
59- نگارش نمايشنامه‌ی «دایرگی»، به کارگردانی کریم علیخواه، ارومیه، 1395. (حضور در جشنواره‌ی تئاتر استان آذربایجانشرقی و اجرای عمومی)
60-  نگارش، طراحی صحنه و کارگردانی نمایش «سایه‌ها و باد»، بلگراد ـ صربستان، تئاتر Slavija، (2017) 1395. (حضوردر شانزدهمین جشنواره‌ی بین‌المللی تئاتر اسلاوياي كشور صربستان)
61- نگارش و کارگردانی نمایش «تیراختور»، مراغه، تالار صوفی مراغه، 1397. (اجرای عمومی)
62- نگارش و کارگردانی نمایش «کر»، تهران، سالن سایه مجموعه تئاتر شهر، ۱۳۹۸، (اجرای عمومی)
ب ) فيلم :
1- نگارش «روزگار» / فيلم داستاني / نوشته‌ي فريدون ولايي / كارگردان : احد عبادي / سال توليد : 1383 / تهيه كننده : انجمن سينماي جوان اروميه 
2-  نگارش «بهشت عشاير» / سريال مستند داستاني / كارگردان : احد عبادي / تهيه كننده : صدا و سیمای مرکز آذربايجانغربي / پخش در سال 85
3- نگارش «عمق 60» / سینمایی / كارگردان : احد عبادی / کار مشترک صدا و سیمای مرکز آذربایجان‌غربی و ستاد ارتش / در دست تولید
4-  تحقيق، نگارش و ساخت فيلم «سيمرغ»/ فيلم مستند/ تهيه كننده انجمن سينماي جوانان دفتر مراغه/ 1389-1388.
5- نگارش فیلمنامه‌ی «زمان از دست رفته»/ فيلم داستانی/ ساخته‌ی: احد عبادی/ تهيه كننده صدا و سیمای مرکز آذربایجانغربی/ 1394.
6-  نگارش فیلمنامه‌ی «غزال»/ فیلم داستانی/

پ )پژوهش :
1-  یک آیین، یک نمایش ناشناخته (الله الله حسين وينه در مراغه / تحقیق و تألیف فريدون ولايي / شرکت در دومين سمينار بين‌المللي تئاتر آیینی سنتی کشور/ تهران، سال 1388.
2-  بررسي تطبيقي تئاتر فضاي باز و تئاتر خياباني
3-  ناشناخته آييني نمايشي در مراغه/ تحقيق و تأليف فريدون ولايي/ شركت در دومين سمينار «نمايش و دين»/ تهران، 1389.
4-  چاپ مقاله‌ي يك آيين، يك نمايش ناشناخته الله الله حسين وينه در كتاب مجموعه‌ي مقالات دومين سمينار بين‌المللي تئاتر آييني سنتي كشور/ انتشارات نمايش/تهران، 1390.
5-  تئاتر غیرسنتی در مراغه/ چاپ در شمارهی 147 مجلهی نمایش/ آذرماه 1390.
6-  استفاده از بنمایهی نمایشهای ایرانی در تولید تئاتر ملی/ پایاننامهی کارشناسی/ 1390
7-   نگاهي به يك آيين نمايشي ناشناخته در مراغه/ تحقيق و تأليف فريدون ولايي/ شركت در همايش سراسري علمي-پژوهشي مراغه در گذر زمان/ مراغه،1390.
8-  بازشناخت آیین نمایشی چومچه‌گلین/ تحقیق و تألیف فریدون ولایی/ شرکت در چهارمین سمینار بین‌المللی تئاتر آیینی سنتی کشور/ تهران، سال 1392.
9-  چاپ مقاله‌ي نگاهي به يك آيين نمايشي ناشناخته در مراغه در كتاب مجموعه‌ي مقالات همایش سراسری علمی- پژوهشی مراغه در گذر زمان/ انتشارات مکتب اسنوند/مراغه، 1393.
10-    چاپ مقاله‌ی «بازشناخت آیین نمایشی چُمچَه‌گلین و بررسی عناصر همگون و هارمونی اجرای آن» در ماهنامه‌ی اوحدی، سال اول، شماره‌ی 1، مراغه؛ مهرماه1395.
11- پنهان نگاری ساختار درام معاصر در چالش مخاطب و ماندگاری اثر/ پایان نامه ی کارشناسی ارشد/ 1395
ت ) كتاب‌ها :
1-  بانگِ دراي/ دو نمايشنامه / فريدون ولايي / ناشر : نويسنده با همكاريِ انجمن نمايش تبريز / چاپ اول / تبريز / 1382 . 
2-   ترانه هاي تلخ تارا / مجموعه‌ي نمايشنامه/ فريدون ولايي و ديگران / ناشر : كمانه / چاپ اول/ تبريز/ 1389.
3-  آوازي نرم براي جهان/ ناشر: مركز هنرهاي نمايشي/ انتشارات نمايش/ در نوبت چاپ
4-  نغمه‌هاي فسونگر يك گوينده‌ي چالاك/ ناشر: مركز هنرهاي نمايشي/ انتشارات نمايش/تهران/ 1394.
5-  همه‌ی آبها نام عباس را می‌دانند/ ناشر: حوزه‌ی هنری/ انتشارات سوره‌ /  تهران/ 1396.
6-  سرباز ته صف / نشر شاهد/ تهران/ ۱۳۹۷

ث ) گرافيك :
1-   طراحي بيش از 50 عنوان پوستر در عناوين و موضوعات مختلف
طراحي بيش از 20 عنوان جلد كتاب در عناوين مختلف

## جوایز
1-   دريافت جايزه‌ي بهترين متن نمايشي از پنجمين جشنواره‌ي تئاتر آذربايجان‌شرقي براي نمايشنامه‌ي نارخو- 1372
2-   دريافت جايزه‌ي بهترين نورپردازي از پنجمين جشنواره‌ي تئاتر آذربايجان‌شرقي براي نمايشنامه‌ي «نارخو»- 1372
3-  دريافت جايزه‌ي رتبه‌ي سوم نويسندگي از ششمين جشنواره‌ي تئاتر استان آذربايجان‌شرقي براي نمايشنامه‌ي «سرود عروسكي كه در باد مي‌رقصد» - 1373
4-   دريافت جايزه‌ي بهترين نورپردازي از پنجمين جشنواره‌ي تئاتر استاني سوره براي نمايشنامه‌ي «برسات» - 1374
5-  دريافت جايزه‌ي رتبه‌ي اول نويسندگي از مسابقه‌ي سراسري نمايشنامه‌نويسي حوزه‌ي هنري براي نمايشنامه‌ي «پرپريشان و خونين» - 1375
6-  دريافت جايزه‌ي بهترين متن نمايشي از هفتمين جشنواره‌ي تئاتر استاني سوره براي نمايشنامه‌ي «يه ‌سينه‌ريز، يه ستاره، يه سلام» - 1376
7-  دريافت جايزه‌ي بهترين كارگرداني از هفتمين جشنواره‌ي تئاتر استاني سوره براي نمايش «يه ‌سينه‌ريز، يه ستاره، يه سلام» - 1376
8-  دريافت جايزه‌ي بهترين طراحي صحنه از هفتمين جشنواره‌ي تئاتر استاني سوره براي نمايش «يه ‌سينه‌ريز، يه ستاره، يه سلام» - 1376
9-  دريافت جايزه‌ي بهترين متن نمايشي از هفتمين جشنواره‌ي سراسري تئاتر سوره – ياسوج براي نمايشنامه‌ي «يه ‌سينه‌ريز، يه ستاره، يه سلام» - 1377
10-  دريافت جايزه‌ي رتبه‌ي دوم كارگرداني از هفتمين جشنواره‌ي سراسري تئاتر سوره – ياسوج  براي نمايش «يه ‌سينه‌ريز، يه ستاره، يه سلام»- 1377
11-  دريافت جايزه‌ي ويژه‌ي كارگرداني از نهمين جشنواره‌ي تئاتر استاني سوره براي نمايشنامه‌ي «آژدهاك» از طرف مؤسسه‌ي خصوصي نشردانشجو- 1377
12-  دريافت جايزه‌ي رتبه‌ي سوم نويسندگي از دهمين جشنواره‌ي استان آذربايجان‌شرقي براي نمايشنامه‌ي «معركه‌ي آوا» - 1377
13-   دريافت جايزه‌ي رتبه‌ي دوم كارگرداني از دهمين جشنواره‌ي استان آذربايجان‌شرقي براي نمايش «معركه‌ي آوا» - 1377
14-   دريافت جايزه‌ي رتبه‌ي اول طراحي صحنه از دهمين جشنواره‌ي استان آذربايجان‌شرقي براي نمايش «معركه‌ي آوا» - 1377
15-  دريافت جايزه‌ي رتبه‌ي دوم كارگرداني از يازدهمين جشنواره‌ي استان آذربايجان‌شرقي براي نمايشنامه‌ي «آوازهاي پريشان» - 1378
16-  دريافت جايزه‌ي رتبه‌ي اول نويسندگي از يازدهمين جشنواره‌ي استان آذربايجان‌شرقي براي نمايشنامه‌ي «آوازهاي پريشان» - 1378
17-  دريافت جايزه‌ي بهترين متن نمايشي از يازدهمين جشنواره‌ي منطقه‌يي كرمانشاه براي نمايشنامه‌ي «آوازهاي پريشان» - 1378
18-   دريافت جايزه‌ي رتبه‌ي دوم نويسندگي از دهمين جشنواره‌ي استاني سوره براي نمايشنامه‌ي «باران باير» - 1378
19-   دريافت جايزه‌ي رتبه‌ي دوم كارگرداني از دهمين جشنواره‌ي استاني سوره براي نمايش «باران باير» - 1378
20-  دريافت تقدير نويسندگي از دوازدهمين جشنواره‌ي استان آذربايجان‌شرقي براي نمايشنامه‌ي «يادداشتي ساده از واپسين خنده‌هاي بانو هما» - 1380 
21-  دريافت جايزه‌ي بهترين متن نمايشي از هشتمين جشنواره‌ي تئاتر استان اردبيل براي نمايشنامه‌ي «آوازهاي پريشان» - 1380 
22-   دريافت جايزه‌ي بهترين متن نمايشي از جشنواره‌ي تئاتر استان هرمزگان براي نمايشنامه‌ي «آوازهاي پريشان» - 1381 
23-  دريافت جايزه‌ي رتبه‌ي سوم نويسندگي از سيزدهمين جشنواره‌ي تئاتر استان آذربايجان‌شرقي براي نمايشنامه‌ي «تبار آتش» - 1381 
24-  دريافت جايزه‌ي رتبه‌ي اول كارگرداني از سيزدهمين جشنواره‌ي تئاتر استان آذربايجان‌شرقي براي نمايش «تبار آتش» - 1381
25-  دريافت جايزه‌ي رتبه‌ي سوم نويسندگي از سيزدهمين جشنواره‌ي تئاتر منطقه‌يي اراك براي نمايشنامه‌ي «تبار آتش» - 1381
26-    دريافت جايزه‌ي رتبه‌ي دوم كارگرداني از سيزدهمين جشنواره‌ي تئاتر منطقه‌يي اراك براي نمايشنامه‌ي «تبار آتش» - 1381
27-   دريافت جايزه‌ي رتبه‌ي سوم نويسندگي از نهمين جشنواره‌ي تئاتر استان اردبيل براي نمايشنامه‌ي «معركه‌ي آوا» - 1381
28-  دريافت جايزه‌ي رتبه‌ي اول نويسندگي از سيزدهمين جشنواره‌ي تئاتر استاني سوره براي نمايشنامه‌ي «ترانه‌هاي تلخ تارا» - 1381
29-   دريافت جايزه‌ي تقدير كارگرداني از سيزدهمين جشنواره‌ي تئاتر استاني سوره براي نمايشنامه‌ي «ترانه‌هاي تلخ تارا» - 1381
30-  دريافت جايزه‌ي رتبه‌ي اول نويسندگي از سيزدهمين جشنواره‌ي تئاتر استاني سوره براي نمايشنامه‌ي «ترانه‌هاي تلخ تارا» - 1381
31-  دريافت جايزه‌ي بهترین نويسندگي از چهاردهمين جشنواره‌ي تئاتر استان آذربايجان‌شرقي براي نمايشنامه‌ي «كشته‌ي مهر» - 1382
32-  دريافت جايزه‌ي بهترين كارگردان از چهاردهمين جشنواره‌ي تئاتر استان آذربايجان‌شرقي براي نمايشنامه‌ي «كشته‌ي مهر» - 1382
33-  دريافت جايزه‌ي بهترين طراح صحنه از چهاردهمين جشنواره‌ي تئاتر استان آذربايجان‌شرقي براي نمايشنامه‌ي «كشته‌ي مهر» - 1382
34-  دريافت جايزه‌ي تقدير نويسندگي از دهمين جشنواره‌ي تئاتر دانشجويي استان آذربايجان‌شرقي براي نمايشنامه‌ي «پايكوبي» - 1383
35-  دريافت جايزه‌ي رتبه‌ي سوم نويسندگي از پانزدهمين جشنواره‌ي تئاتر استان آذربايجان‌شرقي براي نمايشنامه‌ي «روز سرخ» - 1383
36-    دريافت جايزه‌ي بهترين نويسنده از پانزدهمين جشنواره‌ي تئاتر استان آذربايجان‌غربي براي نمايشنامه‌ي «گزارش» - 1383
37-  دريافت جايزه‌ي رتبه‌ي اول نويسندگي از نخستين جشنواره‌ي سراسري تئاتر تك - كرج براي نمايشنامه‌ي «ققنوس سربي» - 1383
38-  دريافت جايزه‌ي رتبه‌ي سوم نويسندگي از پانزدهمين جشنواره‌ي تئاتر استان آذربايجان‌شرقي براي نمايشنامه‌ي «مه را ببر» - 1383
39-  دريافت جايزه‌ي رتبه‌ي سوم كارگرداني از پانزدهمين جشنواره‌ي تئاتر استان آذربايجان‌شرقي براي نمايش «مه را ببر» - 1383
40-  دريافت جايزه‌ي رتبه‌ي سوم طراحي صحنه از پانزدهمين جشنواره‌ي تئاتر استان آذربايجان‌شرقي براي نمايش «مه را ببر» - 1383
41-   دريافت جايزه‌ي تقدير نويسندگي از پانزدهمين جشنواره‌ي تئاتر استاني سوره براي نمايشنامه‌ي «پخش زنده» - 1383
42-  دريافت جايزه‌ي بهترين متن نمايشي از هشتمين جشنواره‌ي تئاتر دانشجويي استان آذربايجان‌غربي براي نمايشنامه‌ي «گزارش تن» - 1384
43-  دريافت جايزه‌ي رتبه‌ي دوم نويسندگي از بيستمين جشنواره‌ي تئاتر استان آذربايجان‌شرقي براي نمايشنامه‌ي «دختران سفيد» - 1387
44-   دريافت تنديس ارديبهشت تئاتر ايران براي سال 1387 در استان آذربايجان‌شرقي - 1388
45-   دريافت جايزه‌ي اول طراحي صحنه از نخستين جشنواره‌ي تئاتر معلولان شمالغرب كشور- زنجان براي نمايش آناليز- 1388 
46-    منتخب حضور در نخستين جشنواره‌ي بين‌المللي تئاتر حقيقت با نمايش «پايكوبي در بلندي»، 1389.
47-   دريافت تنديس ارديبهشت تئاتر ايران براي سال 1389 در استان آذربايجان‌شرقي – 1390.
48-   جزو ده برگزيده‌ي نخستين مسابقه ی نمايشنامه‌نويسي سراسري انتشارات افراز با نمايشنامه‌ي «پايكوبي در بلندي»- تهران 1390. 
49-  دریافت تندیس و لوح تقدیر همایش علمی پژوهشی سراسری «مراغه در گذر زمان» با مقاله ی «نگاهی به یک آیین نمایشی ناشناخته در مراغه» - مراغه،1390.
50-   دريافت جايزه‌ي رتبه‌ي سوم كارگرداني از بيست‌و سومين جشنواره‌ي تئاتر استان آذربايجانشرقي براي نمايش «آوازي نرم براي جهان» - تبريز1390.
51-   دريافت جايزه‌ي رتبه‌ي اول نويسندگي از بيست‌و سومين جشنواره‌ي تئاتر استان آذربايجانشرقي براي نمايش «آوازي نرم براي جهان» - تبريز1390.
52-   انتخاب نمايش آوازي نرم براي جهان به بيست‌وسومين جشنواره‌ي منطقه‌ي 2 كشور- زنجان 1390.
53-   دريافت جايزه‌ي بهترين طراحي صحنه از بيست‌و سومين جشنواره‌ي منطقه‌ي 2 كشور براي نمايش «آوازي نرم براي جهان» - زنجان1390.
54-  دريافت جايزه‌ي رتبه‌ي دوم نويسندگي از بيست‌و سومين جشنواره‌ي منطقه‌ي 2 كشور براي نمايش «آوازي نرم براي جهان» - زنجان1390.
55-  دريافت جايزه‌ي رتبه‌ي اول كارگرداني از بيست‌و سومين جشنواره‌ي منطقه‌ي 2 كشور براي نمايش «آوازي نرم براي جهان» - زنجان1390.
56-    انتخاب نمايش آوازي نرم براي جهان به سي‌امين جشنواره‌ي بين‌المللي تئاتر فجر- تهران 1390.
57-   دریافت لوح یادمان جشن استقرار گروه‌های نمایشی سراسر کشور- تهران 1391.
58-   دریافت کارگردان برتر اولین و دومین جشنواره‌ی بین‌المللی تئاتر صاحبدلان (حقیقت) برای نمایش «پایکوبی در بلندی»- تهران 1391.
59-   دریافت لوح و تندیس هنرمند فعال تئاتر استان آذربایجان‌شرقی در سال 1390 در مراسم اردیبهشت تئاتر آذربایجانشرقی – تبریز 1391.
60-    دريافت جايزه‌ي بهترین طراحی صحنه از سومين جشنواره‌ي استانی تئاتر ماه براي نمايش «گزارش به بالا» - تبریز، 1391.
61-    دريافت جايزه‌ي بهترین نمایشنامه از سومين جشنواره‌ي استانی تئاتر ماه براي نمايش «گزارش به بالا» - تبریز، 1391.
62-    دريافت جايزه‌ي اول کارگردانی از سومين جشنواره‌ي استانی تئاتر ماه براي نمايش «گزارش به بالا» - تبریز، 1391.
63-    دريافت جايزه‌ي بهترین کار منتخب سومين جشنواره‌ي استانی تئاتر ماه براي نمايش «گزارش به بالا» - تبریز، 1391.
64-    منتخب حضور در سومین جشنواره‌ي سراسری تئاتر صاحبدلان(حقيقت) با نمايش «گزارش به بالا»، 1391.
65-  دریافت جایزه‌ی تقدیر مسابقه‌ی نمایشنامه‌نویسی سی‌ویکمین جشنواره‌ی بین‌المللی تئاتر فجر برای نمایشنامه‌ی «همه‌ی آب‌ها نام عباس را می‌دانند»، تهران، 1391.
66-    دریافت جایزه‌ی تقدیر کارگردانی از سی‌ویکمین جشنواره‌ی بین‌المللی تئاتر فجر برای نمایش «سایه‌ها و باد»، تهران، 1391.
67-  دریافت رتبه‌ی اول نویسندگی مسابقه‌ی نمایشنامه‌نویسی جشنواره‌ی سراسری تئاتر جمیلا برای نمایشنامه‌ی «با مسیح می‌گریم»، قزوین، 1391.
68-  دریافت لوح و تندیس هنرمند فعال تئاتر استان آذربایجان‌شرقی در سال 1391 در مراسم اردیبهشت تئاتر آذربایجانشرقی – تبریز 1392.
69-  دریافت تندیس و لوح تقدیر  نمایش منتخب سومین جشنواره‌ی سراسری تئاتر صاحبدلان برای نمایشنامه‌ی «گزارش به بالا»، تهران، 1392.
70-  دریافت لوح و تندیس هنرمند فعال تئاتر استان آذربایجان‌شرقی در سال 1392 در مراسم اردیبهشت تئاتر آذربایجانشرقی – تبریز 1393.
71-  دریافت تقدیر نویسندگی مسابقه‌ی نمایشنامه‌نویسی جشنواره‌ی منطقه‌ای قلم سبز برای نمایشنامه‌ی «سرباز ته صف»، سنندج، 1393.
72-  دریافت جایزه‌ی اول نویسندگی بیست‌وششمین جشنواره‌ی تئاتر استان آذربایجانشرقی برای نمایشنامه‌ی «ترانه‌های تلخ تارا»، تبریز، 1393.  
73-   دریافت جایزه‌ی دوم نویسندگی جشنواره‌ی تئاتر منطقه‌ای فجر برای نمایشنامه‌ی «ترانه‌های تلخ تارا»، بندرعباس، 1393.
74-  دریافت جایزه‌ی دوم نویسندگی جشنواره‌ی سراسری تئاتر بسیج برای نمایشنامه‌ی «همه‌ی آب‌ها نام عباس را می‌دانند»، کرمانشاه، 1394.
75-  دریافت بهترین نویسندگی جشنواره‌ی نمایشنامه‌نویسی سراسری دانشگاه‌های آزاد کشور برای نمایشنامه‌ی «روی دیگرم را هم ببوس»، مشهد، 1394.
76-  دریافت جایزه‌ی تقدیر نویسندگی بخش مسابقه‌ی نمایشنامه‌نویسی استاد اکبر رادی هیجدهمین جشنواره‌ی بین‌المللی تئاتر دانشگاهی ایران برای نمایشنامه‌ی «سرباز ته صف»، تهران، 1394.
77-  دریافت دیپلم و نشان دوازدهمین جشنواره‌ی بین‌المللی تئاتر کوفار در کشور بلاروس  برای نمایش «سایه‌ها و باد»، مینسک، 2015.
78-  دریافت لوح تقدیر و تندیس هفدهمین جشنواره‌ی بین‌المللی تئاتر کارادنیز در کشور ترکیه  برای نمایش «سایه‌ها و باد»، ترابزون، 2016.
79-  دریافت جایزه‌ی بهترین نویسندگی بیست‌وششمین جشنواره‌ی تئاتر استان آذربایجانغربی برای نمایشنامه‌ی «دایرگی»، ارومیه، 1395.  
80-  دریافت لوح تقدیر و تندیس شانزدهمین جشنواره‌ی بین‌المللی تئاتر اسلاويا در کشور صربستان  برای نمایش «سایه‌ها و باد»، بلگراد، 2017.
81-  دریافت لوح و تندیس هنرمند فعال تئاتر استان آذربایجان‌شرقی در سال 1395 در مراسم اردیبهشت تئاتر آذربایجانشرقی – تبریز 1396.
82-  دریافت جایزه‌ی تقدیر نویسندگی نهمین مسابقهی نمایشنامه نویسی سراسری ایثار برای نمایشنامه‌ی «سرباز ته صف»، تهران، 1396.  
83-  دریافت رتبهی برتر نخستین جشنوارهی نمایشنامه نویسی استاد پرویز بشردوست برای نمایشنامهی « گزارش به بالا»، تهران، 1397.
دریافت رتبهی برگزیده‌ی اول بخش نمایشنامه‌نویسی‌ نخستین جشنوارهی بین‌المللی تئاتر الف برای نمایشنامهی « اپرای شیپور»، تبریز، 1397

* لوح تقدیر و جایزه ویژه کارگردانی سی و یکمین جشنواره بین‌المللی تئاتر فجر برای کارگردانی نمایش «سایه‌ها و باد» ۱۳۹۱